# Ravninata, Smolean
Ravninata (în bulgară Равнината) este un sat în comuna Rudozem, regiunea Smolean,  Bulgaria. 

## Demografie
Componența etnică a satului Ravninata
     Bulgari (91,97%)
     Nicio identificare (2,46%)
     Altele (5,55%)
La recensământul din 2011, populația satului Ravninata era de 162 locuitori. Din punct de vedere etnic, majoritatea locuitorilor (91,97%) erau bulgari. Pentru 2,46% din locuitori nu este cunoscută apartenența etnică.